# Bâtiment d’art contemporain

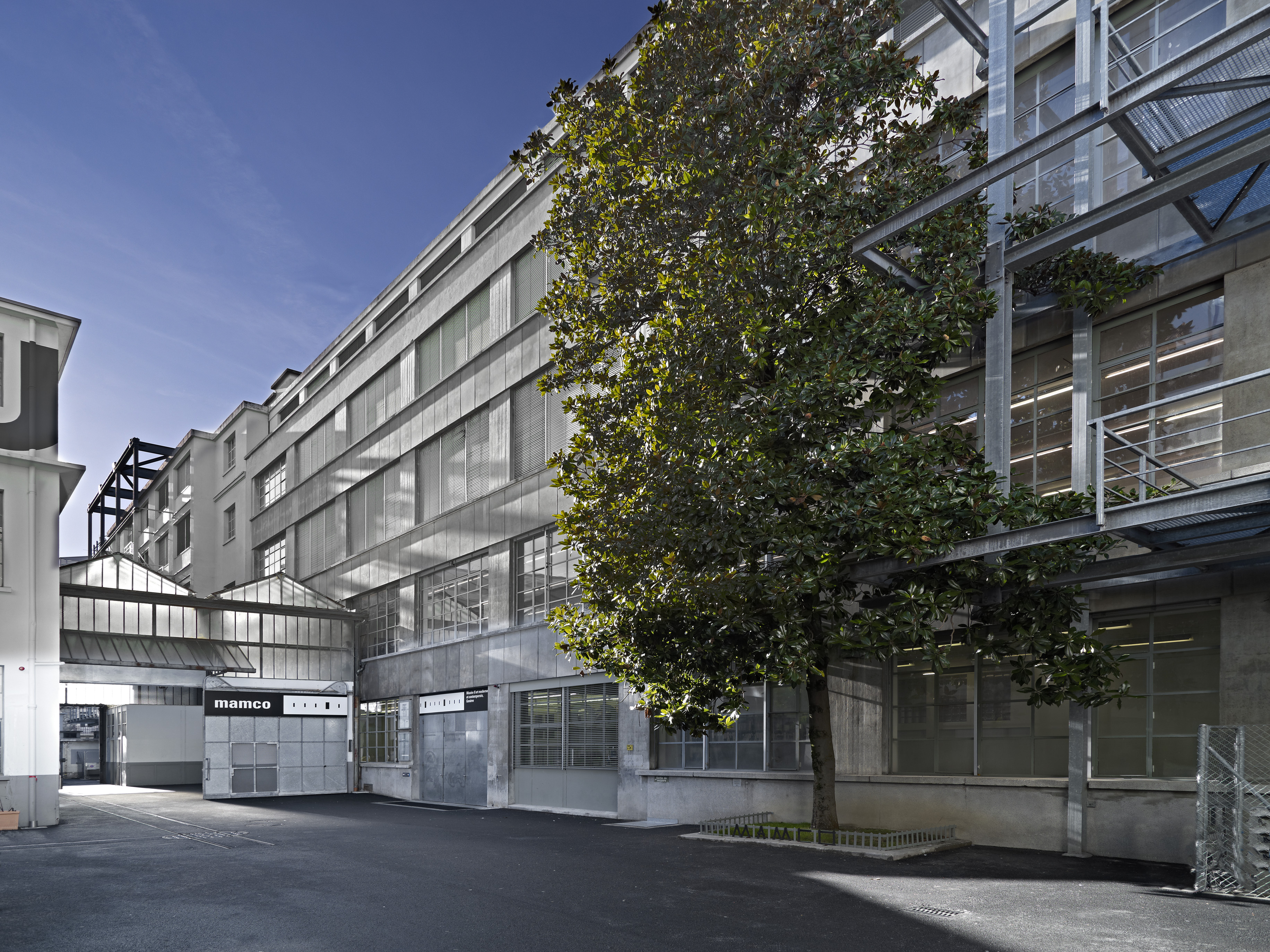
BAC: Hofansicht des Bâtiment d’art contemporain

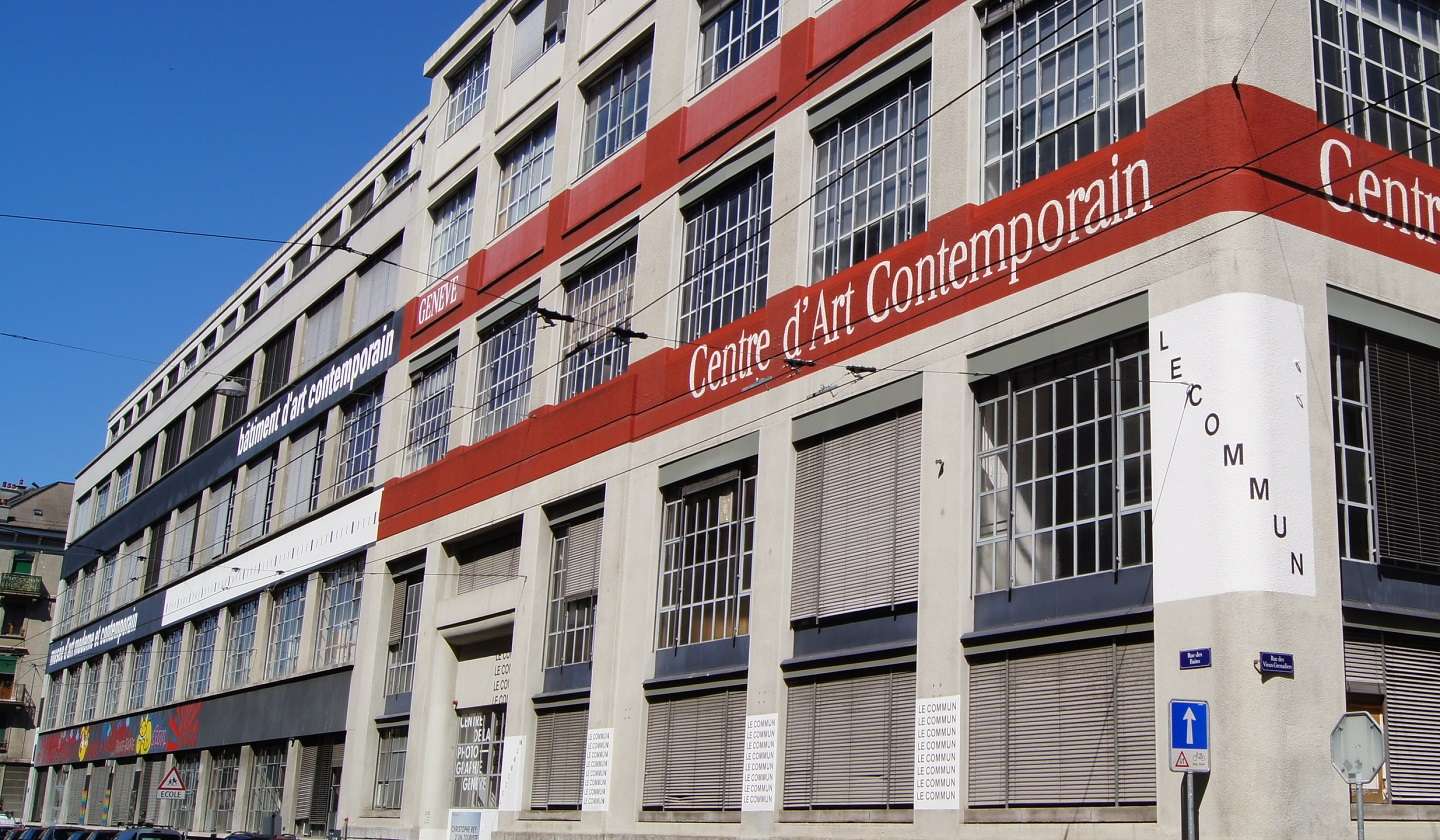
BAC: Das ehemalige Bâtiment C mit dem CAC (vorne) und dem Bâtiment D (links)

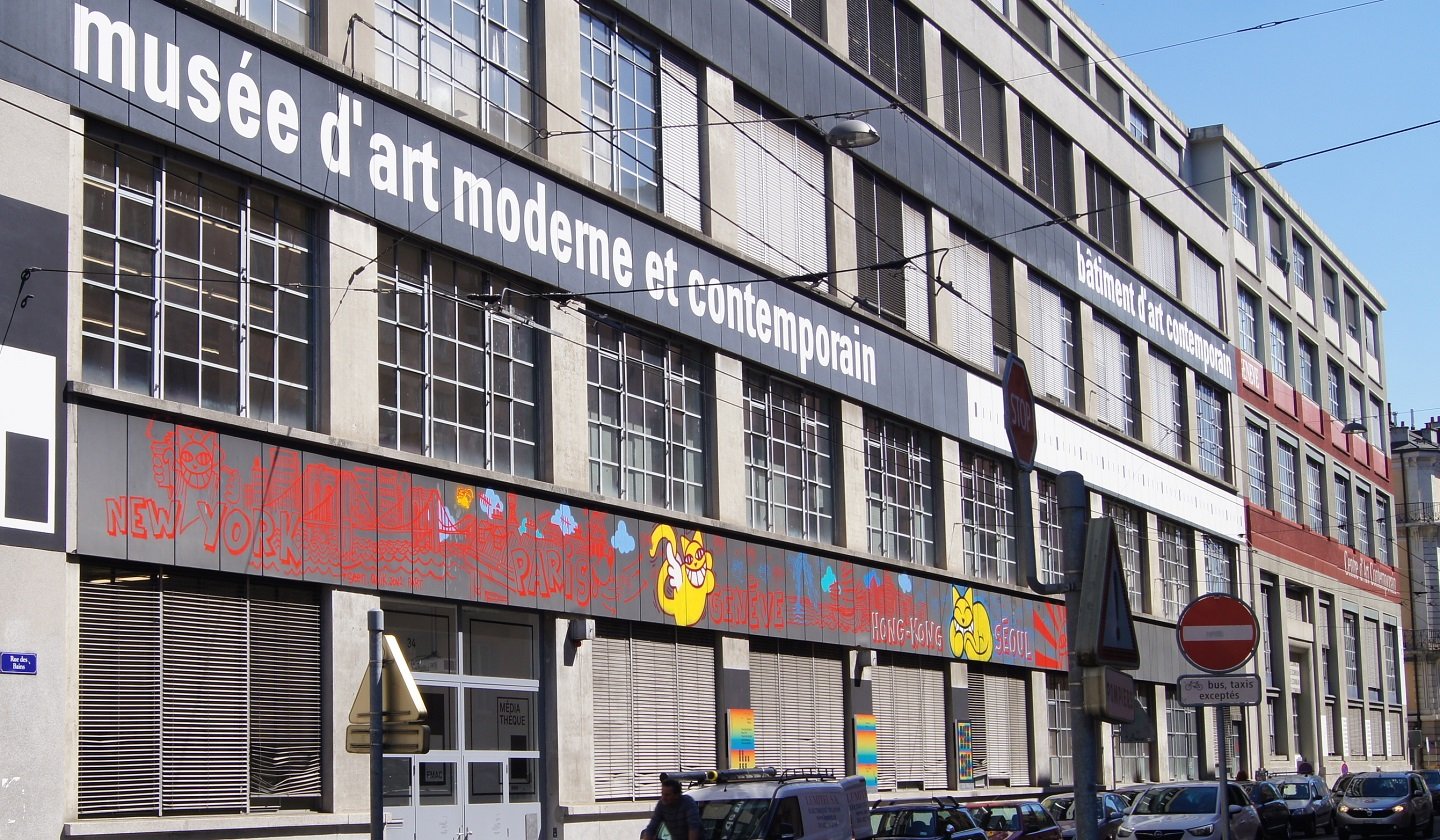
BAC: Das ehemalige Bâtiment D beherbergt das MAMCO

Das Bâtiment d’art contemporain (BAC) ist heute ein Objekt der Industriekultur und ein Kulturraum der Stadt Genf, der Sammlungen und Museen der zeitgenössischen Kunst unter einem Dach versammelt. Ein Ziel war gewesen im Kanton Genf ein mit dem «Beaubourg» (Centre Pompidou) in Paris vergleichbares Objekt zu schaffen.

## Lage und Geschichte
Das BAC befindet sich im Genfer Stadtteil Plainpalais in einem ehemaligen Fabrikationsgebäude für Werkzeugmaschinen. Das Gebäude gehörte zu den Produktionsanlagen der SIP (Société genevoise d’instruments de physique) in Genf, die dort seit 1862 ansässig war. In den 1960er Jahren war die SIP einer der renommiertesten Hersteller für Präzisionsmaschinen der Welt. Von 1500 Mitarbeitern waren 1200 in Plainpalais beschäftigt.
1939 entstand dort entlang der rue des Bains das Bâtiment C (Gebäude C). 1958 wurde als letztes Produktionsgebäude das Bâtiment rouge durch den modernen Neubau des Bâtiment D (Gebäude D) ersetzt. Diese Gebäude sind durch eine Brandwand voneinander getrennt, bilden aber von der Aussenansicht nahezu eine Einheit. Aufgrund wirtschaftlicher Krisenjahre verkaufte die SIP ab 1983 staffelweise die Gebäude in Plainpalais. 1987 erwarb die Stadt Genf die Gebäude C und D, um einen Raum für Kunstausstellungen im Zentrum der Stadt zu schaffen. Architektonisch wurden die Gebäude nur gering verändert, dies nicht aus finanziellen Gründen, sondern weil Christian Bernard als erster Direktor des MAMCO die zuvor industriell genutzten Räume in ihrer Form erhalten wollte. An beiden Gebäuden wurden Aussentreppen in Stahlkonstruktion als zweiter Rettungsweg hinzugefügt.
Als wichtigster Nutzer konnte dort 1994 das Musée d’art moderne et contemporain (MAMCO) eröffnet werden. Das MAMCO belegt heute vier Etagen mit 3'500 m² Ausstellungsfläche im Gebäude D.
Zu den ehemaligen Nutzern gehörte das Automobilmuseum von Jean Tua (Musée Jean Tua de l’automobile), das bis 2005 dort 150 Autos und Motorräder ausgestellt hatte.

## Nutzung
Gegenwärtig wird das BAC durch folgende Institutionen genutzt:
- Musée d’art moderne et contemporain (MAMCO),
- Fonds municipal d’art contemporain de la Ville de Genève (FMAC) und die
- Mediatheque im ehemaligen Bâtiment D.
- Centre d’art contemporain Genève (CAC, «la Kunsthalle de Genève»), 2001 mit dem Centre pour l’Image Contemporaine (CIC) vereinigt
- Cinema Dynamo,
- Centre de la photographie Genève (CPG) und
- Le Commun im ehemaligen Bâtiment C.